# Amour et Devoir (film chinois, 1931)
Pour les articles homonymes, voir Amour et Devoir.
Pour plus de détails, voir Fiche technique et Distribution.
Amour et Devoir (chinois simplifié : 恋爱与义务 ; pinyin : Liàn'ài yǔ yìwù) est un film muet chinois datant de 1931 du réalisateur par Bu Wancang. Il met en vedette Ruan Lingyu et Jin Yan. Longtemps considéré comme perdu, le film a été redécouvert par hasard en Uruguay dans les années 1990. Il a ensuite été presque immédiatement salué comme l'un des plus grands films muets chinois. A l'instar de nombreux films muets chinois, il comporte des intertitres en chinois et en anglais.
Ruan Lingyu fait le portrait de deux personnages différents et la technologie d'écran partagé est utilisée pour les scènes où les deux personnages apparaissent.

## Synopsis
Le film raconte l'histoire du personnage Yang Naifan (Ruan Lingyu) qui fuit son mariage arrangé pour être auprès de son véritable amour, Li Zuyi (Jin Yan). Le film narre la pauvreté qu'elle subit afin de pouvoir rompre avec la tradition.

## Fiche technique
- Titre français : Amour et Devoir[2],[3],[4]
- Titre original : 恋爱与义务, Liàn'ài yǔ yìwù
- Réalisation : Bu Wancang
- Scénario : Shilin Zhu, d'après le roman de Stephanie Rosen-hua
- Société de production : Lianhua
- Pays de production :  République de Chine
- Genre : Mélodrame
- Durée : 152 minutes
- Dates de sortie : 
  - République de Chine : 5 avril 1931

## Production

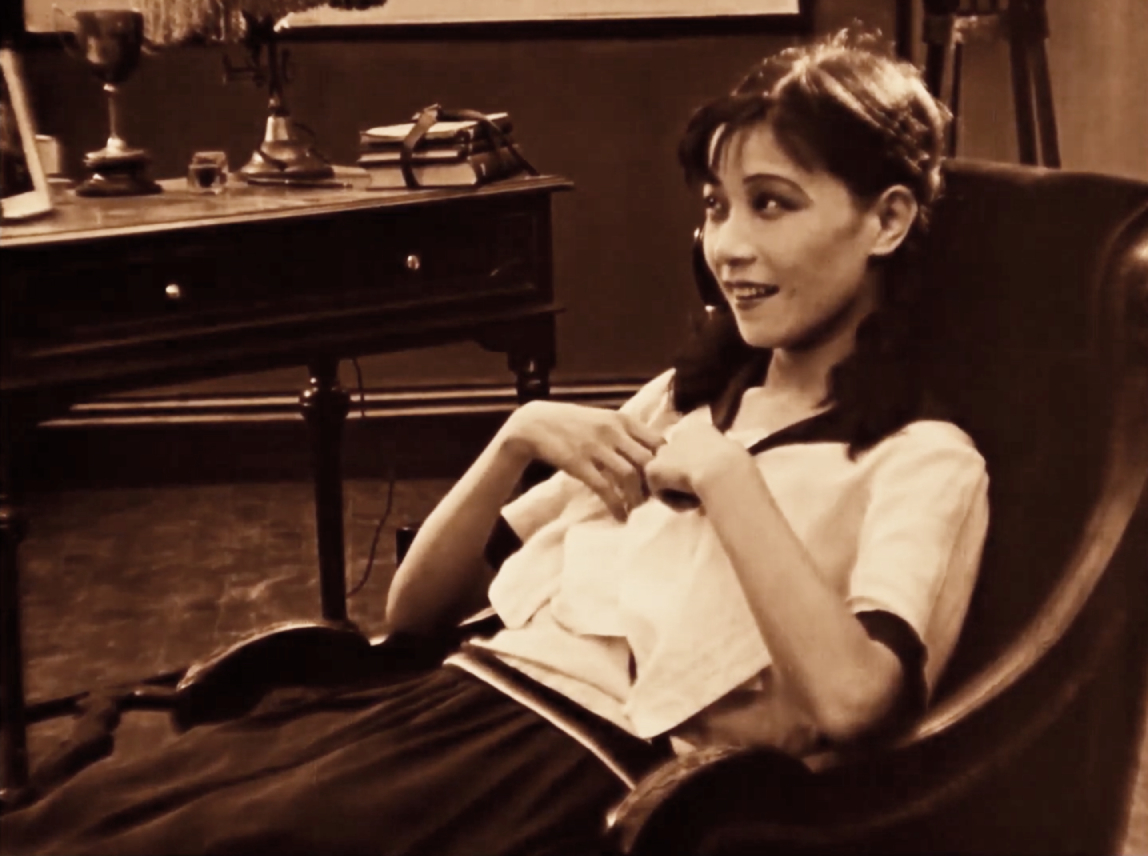
Ruan Lingyu dans une scène du film.

Basé sur un roman de l'auteure polonaise Stéphanie Rosenthal (dont le nom de plume "Ho Ro-se"), qui avait épousé un ingénieur chinois, Amour et Devoir est devenu l'un des premiers films produits par la société de gauche Lianhua Film Company.
Le film était très populaire à l'époque, en grande partie grâce à l'association de l'actrice Ruan Lingyu, qui était déjà une des favorites de l'industrie cinématographique de Shanghai, et de Jin Yan, un acteur d'origine coréenne qui était l'un des principaux hommes de premier plan au début du cinéma chinois.

## Redécouverte
Pendant de nombreuses années, on pensait le film perdu, jusqu'à ce qu'une copie entière soit redécouverte accidentellement en Uruguay dans les années 1990. La pellicule retrouvée a été expédiée à Taïwan en 1993. Elle est maintenant conservée à l'Institut du film et de l'audiovisuel de Taïwan. Depuis sa redécouverte, le film a fait le tour des festivals de cinéma et des rétrospectives de cinéma chinois à travers le monde. En 2014, Amour et Devoir a été restauré numériquemquent en résolution 2K par L'Immagine Ritrovata en Italie, après quoi il a été projeté au Festival du film de Shanghai la même année.

## Remakes
Amour et Devoir a fait l'objet de deux remakes, l'un en 1938 et l'autre en 1955. Le premier a été produit par le studio "Orphan Island" de la société Xinhua de Shanghai en temps de guerre. Ce dernier était également dirigé par Bu Wancang, avec Jin Yan reprenant son rôle précédent et Yuan Meiyun dans le rôle créé à l'origine pour Ruan Lingyu. Le deuxième remake a été réalisé par le studio des Shaw Brothers à Hong Kong. Les deux remakes sont des films sonores en dialecte mandarin.